# 1177
| 1177               |
| ------------------ |
| Dødsfald - Fødsler |
|                    |

| Gregoriansk kalender | 1177 MCLXXVII           |
| Ab urbe condita      | 1930                    |
| Armensk kalender     | 626 ԹՎ ՈԻԶ              |
| Kinesiske kalender   | 3873 – 3874 丙申 – 丁酉 |
| Etiopisk kalender    | 1169 – 1170             |
| Jødisk kalender      | 4937 – 4938             |
| Hindukalendere       |                         |
| - Vikram Samvat      | 1232 – 1233             |
| - Shaka Samvat       | 1099 – 1100             |
| - Kali Yuga          | 4278 – 4279             |
| Iransk kalender      | 555 – 556               |
| Islamisk kalender    | 572 – 573               |

Konge i Danmark: Valdemar den Store enekonge fra 1157-1182
Se også 1177 (tal)

## Begivenheder
- 25. november – Baudouin 4. af Jerusalem og Renaud de Châtillon besejre Saladin i Slaget ved Montgisard.